# Einhüllende

Geradenschar
Zugehörige Enveloppe

In der Mathematik bezeichnet Einhüllende (auch Hüllkurve oder Enveloppe, nach französisch enveloppe ‚Umhüllung‘) eine Kurve, die eine Kurvenschar einhüllt. Das heißt, die Enveloppe berührt jede Scharkurve einmal. Hüllkurven entstehen unter anderem bei bewegten Objekten, z. B. beim Öffnen und Schließen eines Garagentores. Jede ebene Kurve ist Hüllkurve ihrer Tangenten.
Die Evolute E einer ebenen Kurve C ist Hüllkurve ihrer Normalen. C ist dann die Evolvente von E.

## Definition
Eine Kurve {\displaystyle H} ist Enveloppe einer Kurvenschar {\displaystyle K_{t}}, wenn folgende Bedingungen erfüllt sind:
1. Die Kurve {\displaystyle H} wird in jedem ihrer Punkte von einer der Kurven {\displaystyle K_{t}} berührt.
2. Die Kurve {\displaystyle H} berührt jedes Element der Kurvenschar {\displaystyle K_{t}} an einer Stelle xh.

## Berechnung von Hüllfunktionen
1. Man leitet die Funktion f(x,t) nach t ab und bestimmt die Nullstellen t0 in Abhängigkeit von x dieser Ableitung.
2. In f(x,t) setzt man t0 für t ein und erhält einen Kandidaten h(x) für die Hüllfunktion.
3. Man ermittelt alle xh, für die H ein Element von Kt berührt.
4. Man weist nach, dass alle Elemente von Kt die Kurve H an mindestens einer Stelle berühren.

## Beispiele

### Dreidimensionale Hüllkurve

Schwarz: einige der Geraden aus der Geradenschar; Violett: Schnittkurve dieser Fläche mit einer der Ebenen ; Grün: Konturlinie der durch definierten Fläche; Rot: Projektion der Konturlinie entlang der -Achse auf die --Ebene. Das ist die Enveloppe;

Gegeben sei die durch {\displaystyle t} parametrisierte und die Gleichung
{\displaystyle y=f(x,t):=tx-t^{2}}
definierte Geradenschar.
Wie oben dargestellt wurde, ist die Enveloppe dieser Geradenschar durch die Gleichungen
{\displaystyle {\begin{matrix}y&=&f(x,t)&=&tx-t^{2}\\0&=&\partial _{t}f(x,t)&=&x-2t\end{matrix}}}
gegeben. Elimination von {\displaystyle t} liefert die parameterfreie Darstellung der Enveloppe:
{\displaystyle y={\frac {x^{2}}{4}}}

### Wurfparabeln

Hüllkurve der Wurfparabeln mit gemeinsamer Anfangsgeschwindigkeit.

Ein weiteres Beispiel ist die Hüllkurve von Wurfparabeln. Details sind unter Einhüllende Wurfparabel angegeben.

## Anwendung
Hüllkurven eignen sich gut, um den benötigten Platz für bewegte Gegenstände zu beschreiben. Man kann also mit Hüllkurven feststellen, ob man einen Schrank um eine Ecke im Flur bekommt oder wie schmal eine Straße in einer Kurve sein darf und wie diese aussehen muss, damit ein LKW sicher auf ihr fahren kann. Für die meisten technischen Anwendungen eignen sich numerische Verfahren am besten.
In den Wirtschaftswissenschaften wird bei sich über die Zeit ändernden Kostenfunktionen auch von oberer und unterer Einhüllender gesprochen. Das heißt, zwischen diesen beiden liegt das gesamte Spektrum der Kostenverlaufskurven, zu jedem Zeitpunkt realisiert sich innerhalb der oberen und unteren Einhüllenden die wahre Kostenfunktion.
Hüllkurven werden in vielen Bereichen der Mathematik und Computerwissenschaften verwendet, wie zum Beispiel in der Geometrie, der Computergrafik und der Computersimulation. Sie werden auch häufig in der industriellen Fertigung verwendet, um die Sichtbarkeit von Teilen in Maschinen und Anlagen zu berechnen und um sicherzustellen, dass alle Teile von einem festen Punkt aus sichtbar sind.

## Einhüllende von Flächen
Flächen lassen sich auch als Einhüllende von Flächenscharen beschreiben. z. B.:
- Kanal- und Rohrflächen sind die Einhüllenden von Kugelscharen.
- Böschungsflächen sind die Einhüllenden von Kegelscharen.